# Cymbidium munroanum
Cymbidium munroanum är en orkidéart som beskrevs av George King och Robert Pantling. Cymbidium munroanum ingår i släktet Cymbidium, och familjen orkidéer. Inga underarter finns listade i Catalogue of Life.